# جهاز الإدراك الحسي
جهاز الإدراك الحسي (بالإنجليزية: perceptual system)‏ هو نظام حسابي (بيولوجي أو اصطناعي) مصمم للاستدلالات حول خصائص البيئة الفيزيائية بناء على المشاهد. وقد توجد تعريفات أخرى.
في هذا السياق، يتم تعريف المشهد على أنه المعلومات التي يمكن أن تتدفق من البيئة المادية إلى النظام الحسابي عن طريق التنبيغ الحسي. ويستخدم الجهاز الحسي (البيولوجي أو الاصطناعي) لالتقاط هذه المعلومات. لذلك، يجب أن يتضمن أي نظام إدراك حسي إدخال المعلومات من خلال جهاز حسي واحد على الأقل.
ومن الأمثلة على النظم الإدراكية ما يلي:
- النظام البصري البشري
- نظام السمع البشري
- نظام السونار الخفافيش
- جهاز كاشف الحركة

تركز البحوث في مجال النظم الإدراكية على الجوانب الحسابية للإدراك. لهذا السبب، هناك تداخل كبير مع علم الأعصاب، تصميم أجهزة الاستشعار، إحصاءات المشهد الطبيعي، وعلوم الكمبيوتر.